# CORONA (cohete)
El CORONA (en ruso, КОРОНА) era un vehículo de lanzamiento espacial reutilizable de tipo SSTO capaz de realizar despegues y aterrizajes verticales (VTOL). Fue desarrollado en Rusia por OAO GRTs Makeyev entre 1992 y 2012. Sin embargo, el desarrollo no continuó debido a la falta de financiación. En 2016, la compañía anunció planes para reanudar el desarrollo del vehículo CORONA.
CORONA estaba diseñado para lanzar cargas útiles a una órbita terrestre baja con una altitud de 200 a 500 km. Tenía una masa de lanzamiento de 280 a 290 toneladas y capacidad para lanzar cargas útiles que pesasen hasta 7 toneladas con un uso tradicional o hasta 12 toneladas con un esquema especial para lanzamiento a órbita terrestre baja. Sin embargo, lanzando desde Rusia la capacidad de carga útil se reducía a 6 toneladas y hasta 11 toneladas, respectivamente. Mediante el uso de aceleradores reutilizables, el vehículo de lanzamiento podía lanzar a órbitas con una inclinación de hasta 110° y altitudes de hasta 10.000 km, y regresar de ellas si era necesario.
|  |